# Mauretania

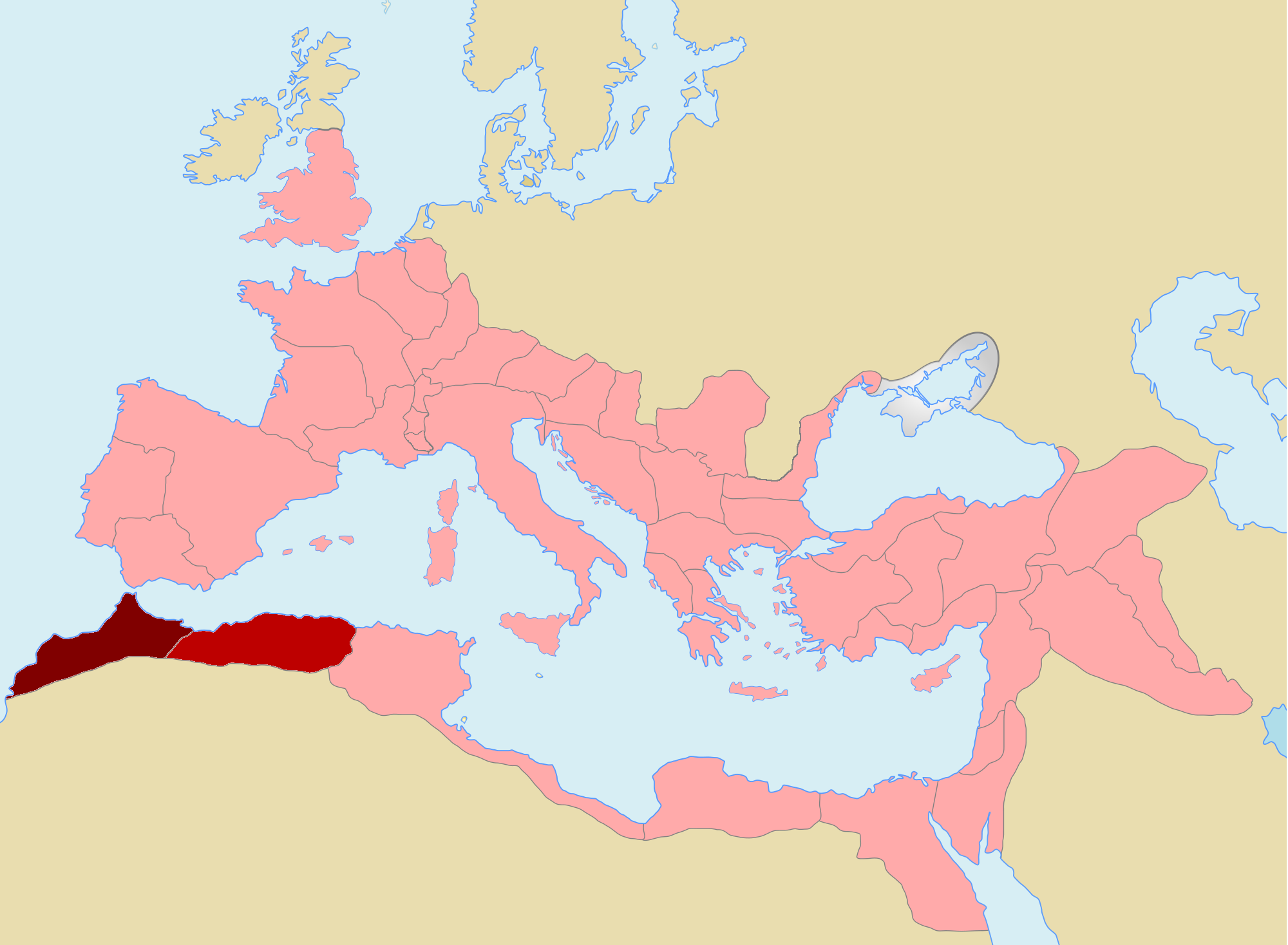
Mappa della Mauretania Tingitana e della Mauretania Cesariense all'interno dell'Impero romano

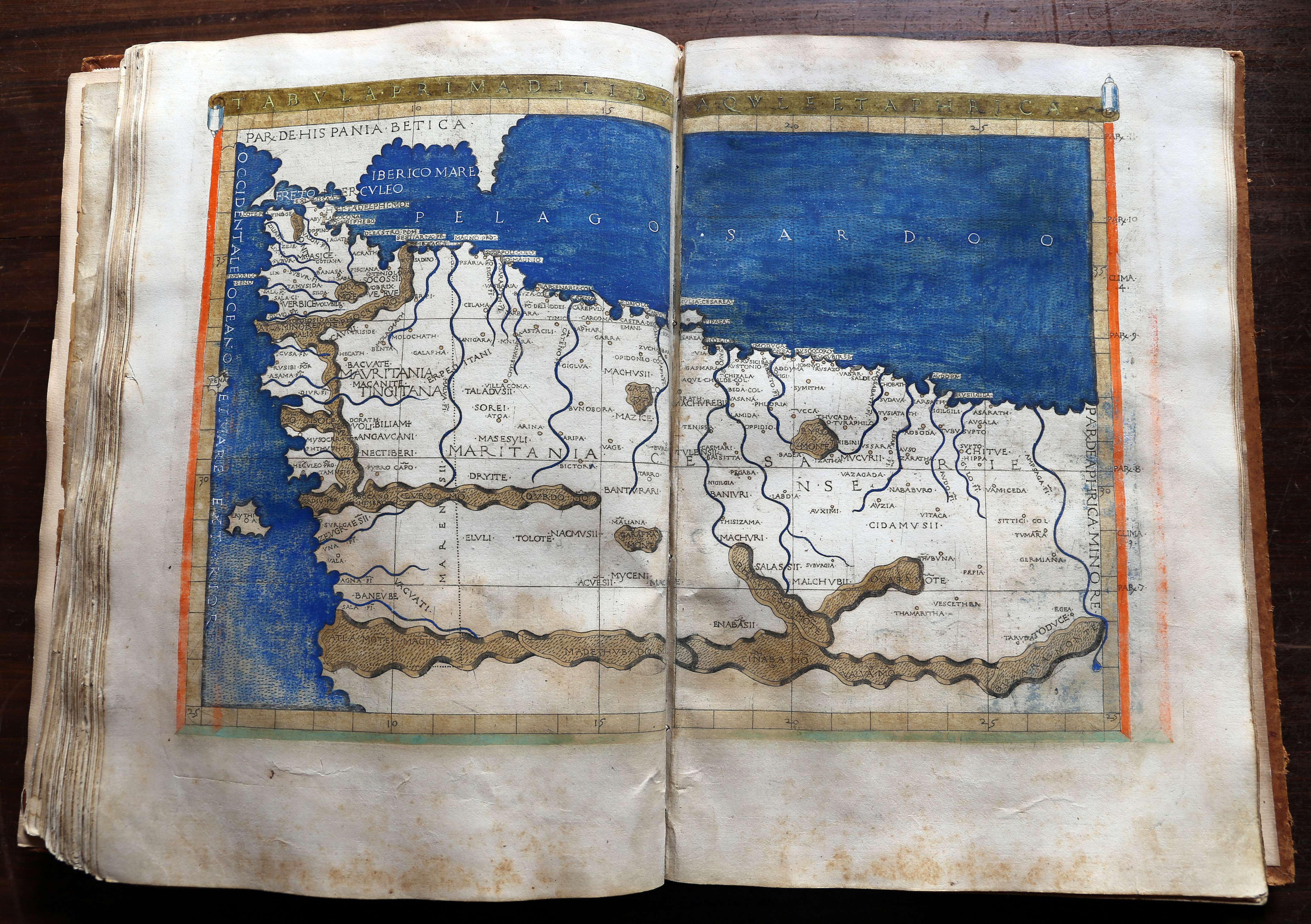
Mappa tolemaica della Mauretania (1482)

La Mauretania è una regione storica del Nordafrica, che fu un regno e quindi una provincia romana, divisa tra Mauretania Tingitana e Mauretania Cesariense.
La regione si estendeva dalla zona occidentale dell'attuale Algeria fino all'odierno Marocco. In questa regione era in origine insediato un regno berbero, che prendeva il nome dalla tribù dei Mauri nonché più in generale quello dei Mauro (da cui il nome successivo di Mori) che si trasformerà nel nome Mauro e nei cognomi Mauroceno, Mauro, Mauri e derivati.

## Il regno di Mauretania
La Mauretania stando alla mitologia greca fu fondata dal titano Atlante circa nel 600 a.c. e ne divenne il primo re ma stando alle fonti storiche fu fondata nel 225 a.c. dal re Baga. Durante la guerra giugurtina, il re di Mauretania, Bocco I, tradì l'alleato Giugurta e si schierò dalla parte dei Romani. Venne riconosciuto quindi come alleato e amico del popolo romano, ottenendo una parte dello sconfitto regno di Numidia. Il regno venne ereditato da suo figlio Mastanesosus che alla sua morte lo suddivise tra i suoi figli: Bocco II ottenne la parte orientale e il fratello Bogud quella occidentale. Durante la guerra civile tra Cesare e Pompeo si schierarono dalla parte di Cesare, Bogud lo aiutò nelle campagne in Iberia mentre Bocco II contro la Numidia e dopo la sua vittoria né ottenne una parte.
Durante la guerra civile tra Ottaviano e Marco Antonio, Bocco II si schierò per Augusto e Bogud sorprendentemente si schierò per Marco Antonio (nacquero speculazioni sul fatto che Bogud non si schierò con suo fratello e Ottaviano per risentimento visto che Cesare ebbe una relazione con sua moglie Eunoe durante le campagne in Iberia stando a Svetonio, ma non ci sono prove che sia questa la vera motivazione): quest'ultimo venne tuttavia cacciato dal suo regno da una ribellione di Tingis (odierna Tangeri) e il suo regno venne incorporato in quello del fratello. Alla sua morte nel 33 a.C. questi infine lasciò il suo regno in eredità a Roma e Ottaviano vi stabilì numerose colonie. Nel 25 a.C. il regno venne affidato a Giuba II della stirpe reale numida, cambiò il nome della capitale Lol in Cesarea (Cherchell), e sposò Cleopatra Selene II, figlia di Marco Antonio e Cleopatra VII. Le colonie fondate da Ottaviano rimasero tuttavia autonome dal regno e furono probabilmente sotto la giurisdizione del governatore della Betica.

## La provincia romana
Con la morte, a quanto si sa, senza eredi maschi, del figlio di Giuba II, Tolomeo, fatto uccidere dall'imperatore Caligola nel 40, la Mauretania piombò nel caos. Nel 44 il territorio venne dunque riorganizzato e passò sotto il controllo diretto di Roma diviso in due province: Tingitana e Cesariensis, divise dal fiume Muluya. L'economia della provincia si basava sull'agricoltura e sulla pesca, inoltre dalle montagne dell'Atlante proveniva un pregiato legname.